# 持田達人
持田 達人（もちだ　たつと、1965年4月3日 - ）は、日本の柔道家（講道館6段）。
現役時代は78kg級の選手。身長174cm。

## 来歴

### 講道学舎での6年間
福岡県糸島郡志摩町（現・糸島市）出身。小学生の頃は町道場に籍を置いてはいたものの、主にラグビーをやっていてウィングとして活躍した。
東京に柔道私塾・講道学舎が設立され、叔父の辰次が初代師範を務める事となると、生来より運動神経の良かった達人に白羽の矢が立ち、中学入学と同時に上京し講道学舎にて柔道を本格的に始める事となった。持田ら講道学舎の4期生はわずか6人だが、飛松秀樹や古賀元博（古賀稔彦の兄）ら小学生チャンピオンが3人おり、柔道未経験者で身長も150cmに満たない持田はゴミのように扱われた。持田曰く、指が腫れるまで受け身の練習を続けた最初の半年が特にキツく、“達人”という名前も重荷に感じる程だったという。
持田の義理の叔母で、後に講道学舎の名物ママさんとして知られる中山美恵子から「何でもいいから同級生の中で一番になれ」とアドバイスを受け、最弱の持田は“誰よりも元気を出す”“中高6年間で1年間に1人ずつ抜いて、高校3年生で1番になる”という2つの目標を立てた。
弱いなりにも声を出して元気の良かった持田は次第に仲間から稽古をつけてもらえるようになり、生まれつきの運動神経の良さとも相まって徐々に実力を付けていった。また当時の講道学舎は大沢慶己や岡野功、南喜陽、上口孝文、吉村和郎といった往年の名選手が指導者として活躍し、持田を含め学生たちは“正しい柔道”を身に付ける事ができた。持田は「地元・福岡で柔道を経験せず、まっさらな状態だったからこそ、何でも吸収できた」と述懐する。豊富な練習量と指導者に恵まれた弦巻中学は、持田が3年の時に全国中学校大会の団体戦で3位という成績を残しているほか、持田はレギュラーではなかったものの世田谷学園高校2年の時に同校は金鷲旗大会で優勝を飾っている。
また小躯を克服するため食べて食べて食べまくった（持田・談）甲斐もあり、高校2年生の頃には同級生に体格負けしなくなると、高校3年次に団体戦レギュラーの座を掴んで春の全国高校選手権大会では3位に輝いた。また東京都選手権大会（体重無差別の個人戦）では世田谷学園の同級生がひしめく中で優勝を果たし、終に2つ目の目標も達成。夏の金鷲旗では連覇こそならなかったものの、3位という好成績を残している。

### 日本大学から警視庁へ
高校卒業後の1984年春に日本大学経済学部に入学すると、同年11月の全日本新人体重別選手権大会で優勝。この頃には高木長之助監督の下、当時としては先進的なインターバルトレーニングに取り組むなどした。2年生の時に全日本学生優勝大会、全日本学生体重別選手権大会と立て続けに学生タイトルを獲得したほか、85年のフィンランド国際大会、翌86年のアメリカ国際大会でも優勝。1987年には7月の全日本体重別選手権大会決勝で年下の岡田弘隆（筑波大学）に敗れ11月の第15回世界選手権大会では代表の座を譲ったものの、全日本学生体重別選手権大会では自身2度目の優勝を果たした。翌88年3月、日本大学を卒業。
大学卒業後は警視庁に入庁。同年のソウル五輪でも代表候補とはなったものの、既に世界チャンピオンとなっていた岡田にまたも代表の座を譲る形となった。1989年の世界選手権大会に照準を絞った持田は、藤井省太コーチから「自分の柔道を見つめ直せ」とアドバイスを受け、体作りに専念。食生活の改善を目的に歯医者に通うなどした。
1989年4月の講道館杯では岡田を内股で破って優勝すると、続く7月の全日本選抜体重別選手権大会でも岡田を内股の有効で破り優勝。国内主要タイトルを立て続けに制した事で78kg級の第一人者に躍進、10月の第16回世界選手権大会では終に代表の切符を手に入れた。
世界選手権では準決勝戦でソ連の強豪・バシール・ワラエフを相手に有効勝ちを収めるも、決勝戦ではかつて別の大会で勝利している韓国の金炳周に判定負けを喫し銀メダルに終わった。この決勝戦について持田は、「組ませてくれない相手にイライラしているうちに判定で負けてしまった」「正しい柔道で一本を取ろうという気持ちが強すぎた」と述懐する。
世界選手権翌年の90年には強豪ひしめくフランス国際で、前年の鬱憤を晴らすかのように優勝。
しかしこの頃から講道学舎の後輩である新鋭・吉田秀彦が台頭し、1991年の世界選手権代表の座を吉田に譲ると、92年4月の全日本選抜体重別選手権の決勝戦では吉田に判定で敗れてバルセロナ五輪には出場できなかった。その後は92年11月の嘉納杯で優勝や94年の全日本選抜体重別選手権大会優勝、講道館杯準優勝等の成績を残すも世界選手権・五輪の代表に選出される事はなかった。

### 引退後
講道学舎時代の恩師である吉村に「指導者になると色々な事が学べる」と言われ、1996年より全日本ジュニアコーチに就任し、自身は1998年の全国警察大会を最後に現役を引退した。1998年から99年まで文部省（現・文部科学省）の在外研修の一環としてフランスにコーチ留学し、帰国後は全日本ジュニアのヘッドコーチとして穴井隆将や石井慧など4人の世界ジュニアチャンピオンを輩出した。2004年にシニアコーチを任せられると、2005年にカイロで開催された世界選手権大会では担当階級である90kg級と100kg級で泉浩、鈴木桂治の金メダル獲得をサポートした。2012年現在は警視庁の柔道教師および全柔連の男子シニア強化コーチとして、後進の指導に当たっている。
なお、同じく講道学舎の同門で1988年のソウル五輪（女子61kg級）で3位となった北田典子とは、持田にとって従妹にあたる。

## 主な戦績
- 1980年 - 全国中学校大会　団体戦　3位
- 1982年 - 金鷲旗大会　優勝
- 1983年 - 全国高校選手権　3位
- 1983年 - 金鷲旗大会　3位
- 1984年 - 全日本新人体重別選手権（-78kg級）　優勝
- 1985年 - 全日本学生柔道優勝大会　優勝
- 1985年 - 全日本学生体重別選手権（-78kg級）　優勝
- 1986年 - 講道館杯（-78kg級）　3位
- 1987年 - フランス国際　2位
- 1987年 - 全日本選抜体重別選手権（-78kg級）　準優勝
- 1987年 - 全日本学生体重別選手権（-78kg級）　優勝
- 1987年 - 韓国国際　優勝
- 1988年 - 全日本選手権　出場（1回戦敗退）
- 1989年 - 全日本選手権　出場（2回戦敗退）
- 1989年 - 講道館杯（-78kg級）　優勝
- 1989年 - 全日本選抜体重別選手権（-78kg級）　優勝
- 1989年 - 世界選手権（-78kg級）　2位
- 1990年 - フランス国際　優勝
- 1990年 - 講道館杯（-78kg級）　優勝
- 1990年 - 嘉納杯　3位
- 1991年 - 全日本選抜体重別選手権（-78kg級）　3位
- 1992年 - 全日本選抜体重別選手権（-78kg級）　2位
- 1992年 - 嘉納杯　優勝
- 1993年 - 全日本選抜体重別選手権（-78kg級）　3位
- 1994年 - ロシア国際　優勝
- 1994年 - 全日本選抜体重別選手権（-78kg級）　優勝
- 1994年 - 講道館杯（-78kg級）　準優勝
- 1995年 - 全日本選抜体重別選手権（-78kg級）　2位
- 1995年 - 全国警察柔道選手権（中量級）　優勝
- 1996年 - 全国警察柔道選手権（-86kg級）　優勝
- 1997年 - 全国警察柔道選手権（-86kg級）　準優勝[注釈 4]